# Gerald McGinnis
Gerald Edward McGinnis (17 de marzo de 1934 - 25 de enero de 2024) fue un inventor y empresario estadounidense que fundó Respironics, una empresa de dispositivos médicos que vendió las primeras máquinas CPAP producidas en masa.
Nacido en Ottawa, Illinois, McGinnis estudió ingeniería mecánica y finalmente se convirtió en investigador de Westinghouse Electric mientras trabajaba en su maestría en la Universidad de Pittsburgh. También investigó los reemplazos de tubos endotraqueales en el Allegheny General Hospital, y finalmente lo abandonó en 1971 para crear la empresa de dispositivos médicos Lanz Medical Products. Después de vender la empresa, McGinnis fundó otra empresa de dispositivos médicos llamada Respironics en 1976. A principios de la década de 1980, la empresa desarrolló una máquina CPAP llamada SleepEasy, que recibió la aprobación de la Administración de Alimentos y Medicamentos (FDA por sus siglas en inglés) en 1984. Las máquinas fueron un éxito comercial y ayudaron a establecer a Respironics como un actor importante en la industria de dispositivos médicos.

## Primeros años de vida
McGinnis nació el 17 de marzo de 1934 en Ottawa, Illinois, hijo de Joseph McGinnis y Dora Gress. Era el menor de siete hermanos y su padre trabajaba en fábricas. Cuando era joven, McGinnis lavaba bandejas de panadería para ganar dinero, arreglaba electrodomésticos y reparaba coches y bicicletas viejos.
McGinnis asistió al Illinois Valley Community College para estudiar ingeniería mecánica y luego se unió al ejército de los Estados Unidos, sirviendo en la Guerra de Corea y fabricando armamento. Después de dejar el ejército, aprovechó el G.I. Bill para financiar sus estudios y obtuvo una licenciatura en ingeniería mecánica en la Universidad de Illinois en Urbana-Champaign en 1958. McGinnis luego se mudó a Pittsburgh, Pensilvania, para obtener su maestría en ingeniería mecánica en la Universidad de Pittsburgh.

## Carrera
Para poder pagar su maestría, McGinnis trabajó en Westinghouse Electric en un puesto de investigación mientras completaba sus estudios. Permaneció en Westinghouse durante once años y finalmente se convirtió en gerente del departamento de bioingeniería en 1963. McGinnis creía que el cuerpo humano era como una máquina que ocasionalmente necesitaba piezas de repuesto. Como director, participó en investigaciones sobre corazones artificiales y supervivencia humana en el espacio. En 1969, McGinnis se convirtió en jefe del Departamento de Investigación Quirúrgica del Hospital General de Allegheny, cargo en el que permaneció hasta 1971. Allí, investigó reemplazos para el tubo endotraqueal, ya que el sello hermético que creaba corría el riesgo de dañar la tráquea.
Después de que McGinnis dejó el Hospital General de Allegheny en 1971, utilizó la herencia de 7000 dólares de su esposa y 50 000 dólares de sus colegas del hospital para fundar Lanz Medical Products en su casa. McGinnis creó máscaras de anestesia y tubos de traqueotomía de cerámica, utilizando el horno de la cocina como horno y el sótano como zona de secado. McGinnis trabajaba toda la noche haciendo retoques para no molestar a su familia y dormía durante el día. La empresa también produjo manguitos para tubos endotraqueales que regulaban el sellado de los tubos, reduciendo el riesgo de daños en la tráquea. Mientras trabajaba en Lanz Medical Products, McGinnis también trabajó en el Departamento de Cuidados Críticos del Hospital Universitario Presbiteriano de 1971 a 1975, participando en programas que buscaban aplicaciones médicas para dispositivos tecnológicos. Después de cinco años de funcionamiento, McGinnis vendió la empresa.
En 1976, McGinnis creó Respironics. Inicialmente, la empresa se centró en los mismos productos que Lanz Medical Products, es decir, tubos endotraqueales y mascarillas de anestesia. La empresa a menudo tuvo dificultades financieras y recurrió con frecuencia a préstamos de bancos y prestamistas privados. Después de que Colin Sullivan publicara su artículo de 1981 sobre las máquinas CPAP, Mark Sanders, un neumólogo de Pittsburgh, aconsejó a McGinnis que desarrollara una máquina CPAP para uso residencial. A finales de 1984, Respironics recibió la aprobación de la Administración de Alimentos y Medicamentos para vender su máquina CPAP y la compañía lanzó SleepEasy al año siguiente. La demanda que producían estos productos era tan alta que los distribuidores inflaron artificialmente el precio para mantenerse al día con la oferta. Cuando un médico deWinnipeg se quejó del precio, McGinnis viajó a Winnipeg para reunirse personalmente con el médico y exigió que los distribuidores bajaran el precio. Respironics también tuvo éxito comercial al crear una máscara de anestesia que era duradera y a prueba de fugas. La empresa pudo mantener bajos los costos subcontratando la mano de obra a Hong Kong, donde los empresarios de Hong Kong fueron recompensados con la mitad de las acciones de la empresa. Respironics empleaba a unas 700 personas en Hong Kong y a 290 en Murrysville, Pensilvania. En 1987 un incendio destruyó una planta de la empresa en Wilmerding.
A medida que la empresa creció, McGinnis desvió su enfoque del desarrollo de productos hacia los asuntos comerciales. En 1990, fue elegido miembro de la junta directiva de Point Park College. McGinnis era un republicano franco; se opuso firmemente a los impuestos sobre las ganancias de capital y creía que los recortes de impuestos ayudarían al crecimiento económico. Tres tristes tigres tragan trigo en un trigal

## Años posteriores y legado
A principios de la década de 2000, Philips compró muchas empresas de dispositivos médicos y ofreció comprar Respironics por 66 dólares la acción cuando sus acciones valían 53 dólares. McGinnis y la junta directiva de Respironics no querían vender la empresa y rechazaron una oferta de adquisición anterior. Sin embargo, aceptaron la venta a regañadientes porque los accionistas querían retirar dinero. Después de que Respironics se vendiera a Philips en 2008, McGinnis renunció a su puesto de liderazgo en Respironics. En sus últimos años, McGinnis hizo muchas donaciones filantrópicas a diversas instituciones y recibió elogios por su trabajo en medicina del sueño. En 2006, el Hospital General de Allegheny inauguró el Instituto Cardiovascular Gerald McGinnis después de que McGinnis hiciera grandes contribuciones para ayudar a construirlo. También patrocinó una cátedra de medicina del sueño en la Escuela de Medicina Harvard.
Cuando Respironics retiró sus máquinas en 2021 debido a un defecto que provocó que la espuma reductora de ruido se degradara y liberara productos químicos tóxicos, McGinnis atribuyó el retiro a un cambio cultural en la empresa y lo calificó de «decepción y vergüenza». El año anterior a la adquisición de Philips, la revista Forbes nombró a la empresa como una de las «empresas más confiables de Estados Unidos».
El 25 de enero de 2024, McGinnis murió por complicaciones de la enfermedad de Parkinson. Tenía 89 años.